# Классика Вьенна Новая Аквитания
Классика Вьенна Новая Аквитания (фр. Classic Féminine de Vienne Nouvelle-Aquitaine) — шоссейная однодневная велогонка, проходящая по территории Франции с 2007 года.

## История
Гонка была создана в 2007 году, через год после создания профессиональной женской велокоманды Vienne Futuroscope и сразу вошла в календарь женского Кубка Франции.
Маршрут гонки проходит в департаменте Вьенна который до 2016 года входил в регион Пуату — Шарант, а гонка имела название Classic Féminine Vienne Poitou-Charentes. В 2016 году Пуату — Шарант вошёл в состав вновь образованного региона Новая Аквитания. А с 2020 года гонка сменила своё название на Classic Féminine de Vienne Nouvelle-Aquitaine, чтобы отобразить это изменение. Протяжённость дистанции была от 100 до 120 км.
Благодаря успеху гонки с 2016 года была создана новая гонка под названием Пикто — Шарантез, которая проводится перед последним этапом мужской многодневки Тур Пуату — Шаранты.

## Призёры
| Год  | Победитель              | Второй                  | Третий          |
| ---- | ----------------------- | ----------------------- | --------------- |
| 2007 | Эмили Бланкфорт         | Эдвиж Питель            | Изабель Рэймс   |
| 2008 | Леда Кокс               | Магали Фино-Левье       | Эмманюэль Мерло |
| 2009 | Светлана Бубненкова     | Джузеппина Грасси       | Беатрис Тома    |
| 2010 | Людивин Лозе            | Габриэла Сламова        | Шиван Дерван    |
| 2011 | Паскаль Жёлан           | Мелани Бравар           | Элоди Хегобуру  |
| 2012 | Одри Кордон             | Од Бьянник              | Фиона Дютрио    |
| 2013 | Одри Кордон             | Роксана Фурнье          | Oriane Chaumet  |
| 2014 | Одри Кордон             | Роксана Фурнье          | Мелоди Лесюёр   |
| 2015 | Шарлотта Бравар         | Фанни Лелеу             | Laura Asencio   |
| 2016 | Од Бьянник              | Маева Паре-Пинтре       | Фанни Риберо    |
| 2017 | Эжени Дюваль            | Корали Деме             | Анабель Древиль |
| 2018 | Camille Devi            | Глэдис Верхулст         | Marine Quiniou  |
| 2019 | Клара Коппони           | Глэдис Верхулст         | Marine Quiniou  |
| 2020 | Валентина Фортин        | Северин Эро             | Margot Pompanon |
| 2021 | Валентина Фортин        | Marie-Morgane Le Deunff | Маева Сквибан   |
| 2022 | Marie-Morgane Le Deunff | Лара Лаллеман           | Хлоя Шарпантье  |